# اینترکورس (پنسیلوانیا)
اینترکورس (به انگلیسی: Intercourse) یک منطقهٔ مسکونی در ایالات متحده آمریکا است که در شهرستان لنکستر، پنسیلوانیا واقع شده‌است. اینترکورس ۱٬۲۷۴ نفر جمعیت دارد.